# کانر جنینگز
کانر جنینگز (انگلیسی: Connor Jennings؛ زادهٔ ۲۹ اکتبر ۱۹۹۱) بازیکن فوتبال اهل بریتانیا است.
از باشگاه‌هایی که در آن بازی کرده‌است می‌توان به باشگاه فوتبال ورکسام، باشگاه فوتبال اسکانتورپ یونایتد، باشگاه فوتبال گریمزبی تاون، باشگاه فوتبال استالی‌بریج سلتیک، باشگاه فوتبال استوک‌پورت کانتی، و باشگاه فوتبال مکلسفیلد تاون اشاره کرد.